# Rudi Schreurs
Rudi Schreurs (3 ottobre 1955) è un ex calciatore ed ex giocatore di calcio a 5 belga.

## Carriera
Con la nazionale maschile di calcio a 5 del Belgio ha disputato il FIFA Futsal World Championship 1989 nel quale i diavoli rossi hanno raggiunto il quarto posto finale, venendo sconfitti della finalina dagli Stati Uniti. In totale, Schreurs ha disputato 16 incontri con la selezione belga, realizzando 12 reti.